# Hot Wheels
A Hot Wheels a Mattel játékcég játékautómárkája. A márkát a cég társalapítója, Elliot Handler találta ki.

## A Hot Wheels története
A márka 1968-ban született, miután Elliot Handler a felesége, Ruth Handler Barbie-jének sikere után maga is termékalkotói ambíciókat dédelgetett. Handler már próbált korábban játékautókat befuttatni, de a kétfajta műanyagautó nem váltotta be a hozzájuk fűzött reményeket. Az anekdota szerint az unokájánál látta meg az akkor sikeres Matchbox kisautóit és ez adta az ötletet, hogy ilyet gyárthatnának a Mattelnél is. Feltűnt, hogy az akkori Matchboxok nem gurultak szépen az ormótlan tengelyük miatt, ezért megbízta a cég technikusait, hogy küszöböljék ezt ki. A játékhegedűknél használt drótot vették igénybe erre a célra, majd új kerekeket is kapott, a módosításokkal az autó a Matchbox modelljeinél jelentősen gyorsabban volt képes gurulni, főleg játék-versenypályán. Ezután terjedt el ez a „tűtengelyes” kivitel más gyártóknál is. Az első évben 16 különböző modellt adtak ki, RedLine néven, ami a kerekekre festett piros csíkra és a Spectraflame festésükre utalt, ezeket Harry Bentley Bradley, a General Motors dizájnere tervezte. Később főleg Larry Wood tervezett Hot Wheels kocsikat. A Hot Wheels tartós sikernek bizonyult, átvette az első helyet a globális piaci szegmensben, de sok más terméket is forgalmaztak vele, sőt a Mattel évtizedekkel később fel is vásárolta az addigra már több tulajdonosváltáson átesett Matchboxot.

## Az első 16 autó
- Custom Cougar,
- Custom Mustang,
- Custom T-bird,
- Custom Camaro,
- Silhouette,
- Deora I,
- Custom Barracuda,
- Custom Firebird,
- Custom Fleetside,
- Ford J-Car,
- Custom Corvette,
- Python,
- Beatnik Bandit,
- Custom Eldorado,
- Hot Heap,
- Custom Volkswagen.

A redline kerék első verzióját 1968 és 1977 között gyártották. A második verzió 1973-ban jelent meg és párhuzamosan gyártották az elsővel. Ezt szintén 1977-ig használta fel a Hot Wheels. Eddig 66 különböző kerékvariációt gyártottak, aminek jó pár darabja még ma is felhasználásra kerül.

## Kiegészítők
Az autókhoz rengeteg kiegészítőt is találunk, amiből felépíthetjük a HW-világunkat. A versenypályák mellett az autómosótól az autókereskedésig szinte mindent legyártottak.
Vannak a gravitációt kihasználó gurítópályák, motoros kilövőpályák, sőt olyan, úgynevezett sizzlers modellek, amikben akkumulátor és motor is van, így működtethetőek.

## Különböző szériák
A Hot Wheels idővel rengetegféle szériát dobott piacra, amik valamilyen tematika vagy kivitel mentén készült játékokat tartalmaznak. A fontosabbak a teljesség igénye nélkül:
- Hot Wheels Mainline (fővonal)

Ezzel indult a gyártás 1968-ban, ezek azok a kisautók, amelyeket szinte minden boltban meg lehet kapni, ahol Hot Wheelst forgalmaznak. Műanyag kerék és normál részletességű festés jellemzi. A Mainline kínálat kisebb sorozatok összessége, ahol a megjelent autók vagy egyéb járművek az átlagosan 4 és 10 darab közötti szériák tagjai, ezek évről évre változnak és legtöbbször csak valamilyen informális tematika fűzi össze őket (például: versenyautók, terepjárók, munkagépek stb.). Több darabos kiadások is léteznek, ahol szintén hasonló tematika mentén válogatnak össze járműveket, ezek általában 3, 5 vagy 10 darabos pakkok.
- Treasure Hunt (TH) és Super Treasure Hunt (STH)

A Treasure Hunt a Mainline szérián belül 1995-ben jelent meg először a fent említett belszériaként 12 autóval, kezdetben egyfajta autókkal, ezek gumikerekekkel és sajátos „TH”-s festéssel készültek, kisebb példányszámban, amik a Mainline részeként a boltokban ugyanannyiba kerültek. Később is minden évben 12 darab Treasure Hunt kocsi készült. 2007-től kettős rendszer került bevezetésre, innentől az adott év Treasure Huntjait kétféle verzióban adták ki: gumikerék mellett hagyományos műanyag kerekekkel is, miközben minden egyéb külsőség változatlan maradt, ezek Treasure Hunt (TH), illetve Super Treasure Hunt (STH) néven voltak megkülönböztetve, bár a csomagoláson minden esetben csak Treasure Hunt szerepelt. 2013-tól a Treasure Hunt sajátos zöldes színű, korábban kincses ládát is magán viselő csomagolása megszűnt, innentől „rejtett szériává” vált, ugyanakkor bevezették azt a szokást is, hogy a sima és a super TH két külön széria legyen, teljesen különböző autókkal; a sima TH-k egy kis, körben lévő lángnyelvet kaptak a dekorációjukra, ami jelezte ezt a „státuszt”, de ezt leszámítva ugyanolyanok voltak, mint akármelyik Mainline Hot Wheels, a super változatok viszont továbbra is gumikerékkel készültek, amik az adott év Mainline típusaiból módosított verziója volt – amik nem azonosak sima TH-kkal. A csomagolás belső oldalán a kör alakú lángnyelv-jel is ott szerepel. Érdekesség, hogy ez a jel korábban is előfordult más Hot Wheels játékokon, de ott nincs semmilyen külön jelentéstartalma.
- Hot Wheels Boulevard

A Hot Wheels sok szériájában vannak igényesebb kivitelű járművek, amik emiatt többe is kerülnek a sima Mainline-nál, ilyen a Boulevard sorozat is, aminek saját csomagolása van, benne saját festésű, dekorációjú, gumiabroncsos autókkal; sok autótípus ezekből a szériákból nem is jelenik meg Mainline-ban. Hasonló igényesebb széria a 2006-os Ultra Hots is.
- 100% Hot Wheels

Limitált kiadású, igényes kivitelű, az átlagnál gyakran jóval drágabb, gyűjtői modellek. Ezek közül is megjelentek csomagban autók, 2 vagy 3 járműves kiadásban.
- Car Culture

Szintén egy inkább felnőtteket célzó, igényes kivitelű autókat felvonultató sorozat 2016 óta.
- Mystery Models

A Mystery Models a 2005–2010 között futott Mystery Cars sorozat  utódjaként jelent meg 2011-től, ebben a sorban zacskóba csomagolt autók szerepelnek, amik kinézete ismeretlen a csomagolás miatt, viszont minden autóhoz infókártya is csomagolva van.
- Hot Wheels Classics

Krómozott, csillogó karosszéria és fémalváz teszi különlegesebbé ennek a 2005–2009 között megjelent szériának az autóit. (Spectraflame festés, és a műanyag kerekesek fehérperemes gumiabronccsal rendelkeznek.) Gumikerekes kiadásuk is létezik. A Classics sorozat autói majdnem mind a Mainline sorozatból valók, de vannak olyan modellek is, amelyek ott csak később jelentek meg.
- Star Wars Character Cars és Star Wars Carships

A Hot Wheels több franchise-zal kapcsolatos terméket is piacra dobott, ilyenek voltak a Csillagok háborúja kapcsán kiadott autók is, amik a filmekben szereplő karakterek és járművek sajátosságait interpretálták kocsikba. Más karakterautós szériák is készültek, voltak például Marvel és Disney szereplők alapján készült autók is.
- Pop Culture

2013-tól megjelent széria, aminek autói a korábbi évtizedek popkultúrálisan jelentős karaktereivel vannak díszítve.
- McDonald's

A Mattel 1983 óta jelentet meg Hot Wheels autókat a McDonald’s gyorséttermek Happy Meal gyerekmenűjében szezonális ajándékként, ebben a Mainline sorból származó kocsik is megjelentek, de sokkal több kifejezetten ide készített játékautó szerepelt a menük játékaként, amik főleg műanyagból készültek.
- Color Shifters

Hideg vagy meleg hatására színt változtató modellek sorozata. (Korábban is készültek színváltós autók a '80-as–'90-es évek fordulója táján.)